# Stelis elegans
Espèce
Stelis elegans est une espèce de plantes à fleurs de la famille des Orchidaceae.
La zone de répartition de l'espèce s'étend de l'Équateur (Azuay) à la Bolivie (La Paz).
C'est une épiphyte qui croit principalement en milieu tropical humide. 

## Synonymie
Le nom admet plusieurs homonymes:
- Stelis elegans (Kunth) Pridgeon & M.W. Chase, qui est un synonyme de Stelis roseopunctata.
- Stelis elegans Cresson, 1864, qui désigne une espèce d'insectes hyménoptères du genre Stelis

## Publications originales
- Carlyle August Luer & Roberto Vásquez, Phytologia, 49, 1981 : 228.